# Csákvár
Csákvár [čákvár] je město v Maďarsku na severu župy Fejér, spadající pod okres Bicske, blízko hranic se župou Komárom-Esztergom. Město leží pod pohořím Vértes. Nachází se asi 21 km severně od Székesfehérváru. V roce 2015 zde žilo 5 225 obyvatel. Dle údajů z roku 2011 je tvoří z 83,2 % Maďaři a z 1,2 % Němci.
Nachází se zde účelové letiště Csákvár.
Nejbližšími městy jsou Bicske, Bodajk, Mór, Oroszlány, Székesfehérvár, Tatabánya a Velence. Blízko jsou též obce Bodmér, Csákberény, Felcsút, Gárt, Környe, Lovasberény, Óbarok, Szár, Szárliget, Újbarok, Vértesboglár, Vértessomló a Zámoly.